# Бундала (національний парк)
Національний парк Бундала — природоохоронна територія міжнародного значення, що являє собою унікальну екосистему, необхідну для сотень видів птахів, які мешкають тут постійно або прибувають на зиму. Парк лежить на південному узбережжі Шрі-Ланки на відстані 246 км від столиці країни — м. Коломбо.
Територія Бундали загальною площею близько 25 000 га (з них 6 218 гектарів основної охоронної зони) має статус заповідника з 1969 року. А 4 січня 1993-го Бундала — національний парк. У 2005 році ЮНЕСКО оголошує парк біосферним заповідником, четвертим за ліком у Шрі-Ланці.

## Географія
Національний парк розташований на території Південної провінції серед численних озер, островів та лагун. У Бундалі чотири найбільших лагуни — це однойменна Бундала (520 га), Ембілікала (430 га), Малала (650 га) та Кохоланкала (390 га). Поруч з мальовничими водними угіддями розкинулись піщані пляжі, зарості чагарників, луки та ліси. У Бундалі переважає сухий клімат. Однак періодичні мусони забезпечують тут достатньо вологий режим. Відносна вологість становить 80%, а щорічна норма опадів — 1074 мм. Середньорічна температура сягає 28 °C, найбільш спекотні місяці — квітень, травень та червень.

## Тваринний світ

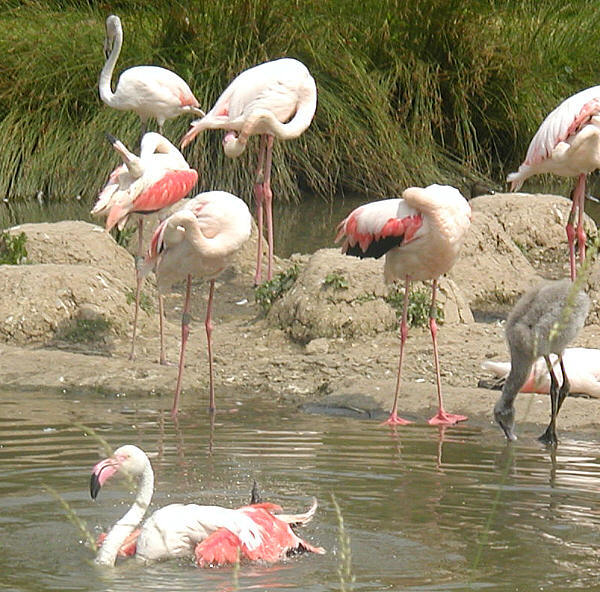
Фламінго

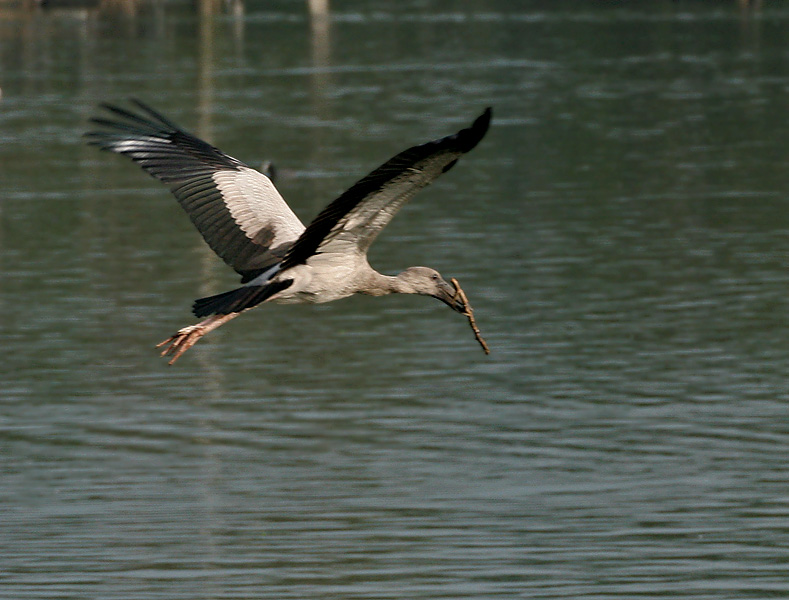
Anastomus

У національному парку зареєстровано 324 види хребетних тварин, у том числі 32 види риб, 15 видів амфібій, 48 видів рептилій, 197 видів птахів та 32 види ссавців. Крім того, в Бундалі 52 види метеликів та інших безхребетних.
В озерах водяться різноманітні риби, як прісноводні, так і морські. Пляж, що примикає до національного парку, є місцем кладки для всіх п'яти видів морських черепах, які мігрують до Шрі-Ланки й потребують захисту через загрозу зникнення цих видів. Також у Бундалі мешкають одразу два види крокодилів — гребенястий та болотяний. Герпетофауна представлена щонайменше двома ендеміками: південноцейлонською жабою (Bufo atukoralei) та змією Xenochrophis asperrimus.
Бундала — важливий перевалочний пункт для багатьох видів перелітних птахів, які тут зимують. Всього на території національного парку щороку відпочивають та годуються понад 20 000 перелітних птахів. Це, перш за все, популяції рожевого фламінго, також ібіси, марабу, пелікани, коловодники, качки, чирянки, чаплі, колпиці, лисухи, зуйки тощо.
У саванах та лісах мешкають такі види ссавців: ланкійський підвид індійського слона, ланкійський підвид замбара, леопард, дикі кабани, індійська сіра мангуста, ведмідь-губач, ланкійський аксис, цівета мала, шакал, їжатець, буйвіл та інші.